# Kiip
Kiip es una empresa estadounidense de marketing digital fundada por Brian Wong, Courtney Guertin y Amadeus Demarzi en 2010. La empresa desarrolló una plataforma publicitaria que brinda a los usuarios de aplicaciones móviles la posibilidad de recibir recompensas tangibles luego de alcanzar algún logro en el programa.

## Historia

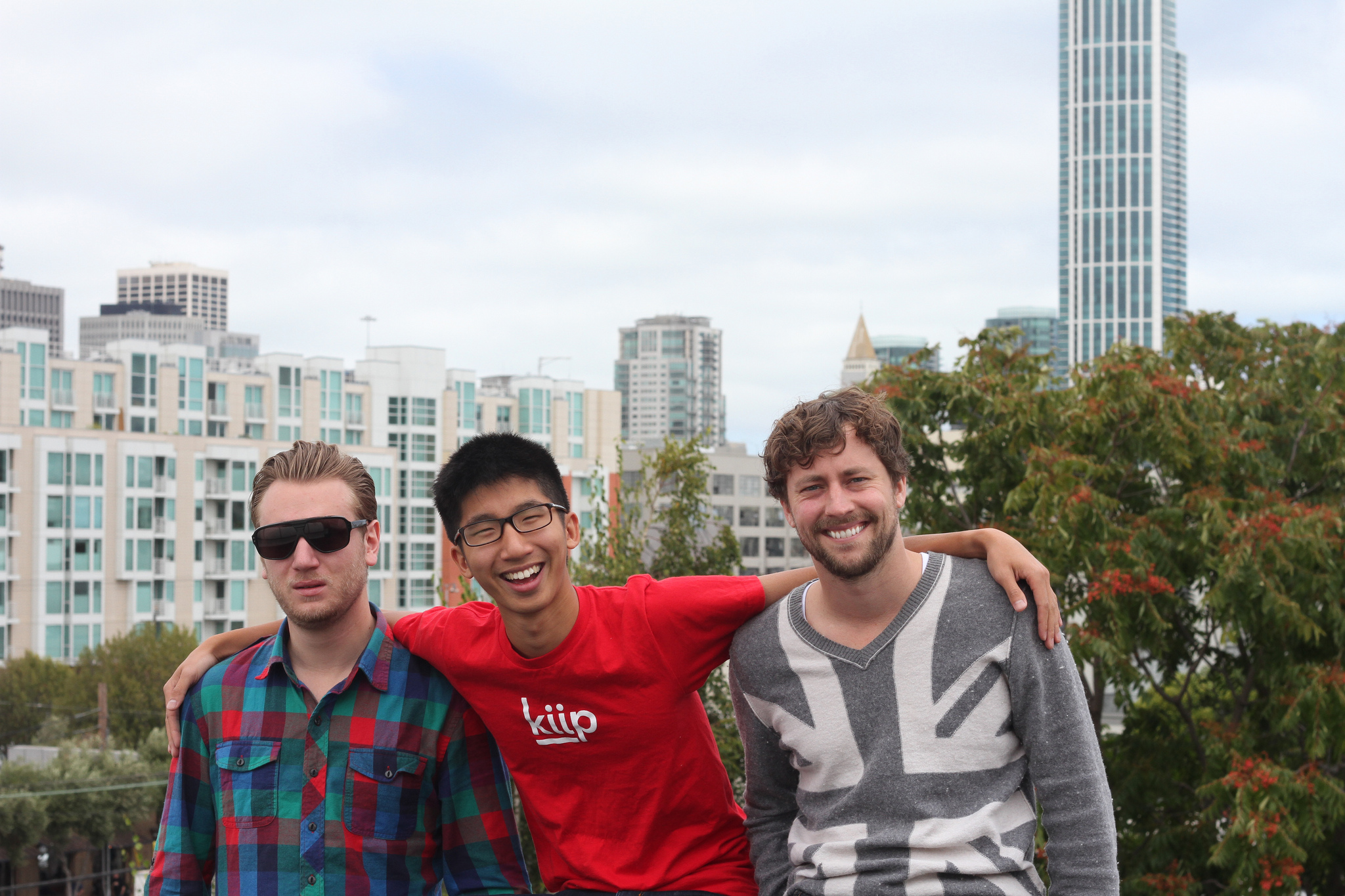
Fundadores de Kiip

Wong desarrolló la idea de Kiip mientras viajaba en avión cuando observó a los pasajeros jugando en sus iPads. El joven empresario se dio cuenta de que la publicidad en dichos juegos ocupaba un espacio importante en la pantalla que no podía ser utilizado por el propio juego, por lo que planteó la hipótesis de un programa de recompensas en el que los anunciantes podían hacer ofertas a los consumidores cuando lograban alcanzar algún logro importante dentro del juego.
En julio de 2010 Wong se asoció con Courtney Guertin y Amadeus Demarzi para fundar la compañía, recaudando 300 mil dólares en capital inicial de True Ventures, Vast Ventures, Paige Craig, Rohan Oza, Keith Belling, Joe Stump y Chris Redlitz. En las siguientes rondas, Kiip recaudó un total de 15,4 millones de dólares de inversores como Relay Ventures, Hummer Winblad Venture Partners, Interpublic Group, American Express Ventures, Digital Garage, Crosslink Capital, True Ventures, Venture51, Transmedia Capital y Verizon Ventures. En octubre de 2017, Kiip amplió su plataforma de recompensas móviles a Amazon's Fire TV.

## Plataforma
Kiip está actualmente activo en unas 4 000 aplicaciones que se reproducen en 150 millones de dispositivos. La empresa tiene oficinas en San Francisco, Nueva York, Los Ángeles, Chicago, Vancouver, Londres, Bogotá y Tokio. Las aplicaciones que utilizan Kiip incluyen principalmente juegos y aplicaciones de fitness como RunKeeper y se ha integrado con aplicaciones de productividad como Any.do, Finish 2.0 y Yahoo! Japan. Entre sus clientes destacados se encuentran 7-Eleven, Amazon, American Apparel, Campbell's, Ford, Hasbro, Macy's, McDonald's, Mondelēz International, Pepsi, Procter & Gamble, Sony Music, Unilever, Verizon y Wrigley. La plataforma de la empresa integra las recompensas del mundo real a los usuarios de móviles, además de utilizar la herramienta de desarrollo Kiip Neon. En 2014, Kiip formó una asociación estratégica con IPG para publicar un estudio sobre el uso del móvil.

## Bancarrota y adquisición
El 26 de agosto de 2019, Kiip entró en una ejecución hipotecaria terminando con la mayoría de sus empleados con el grupo de gestión Diablo haciéndose cargo del cierre, venta de activos y liquidación el 15 de septiembre de 2019. NinthDecimal adquirió los activos en la corte de bancarrota con detalles subsecuentes revelados en las demandas presentadas en el caso The Meet Group vs Kiip ejecutado en la corte de San Francisco.